# Das kunstseidene Mädchen

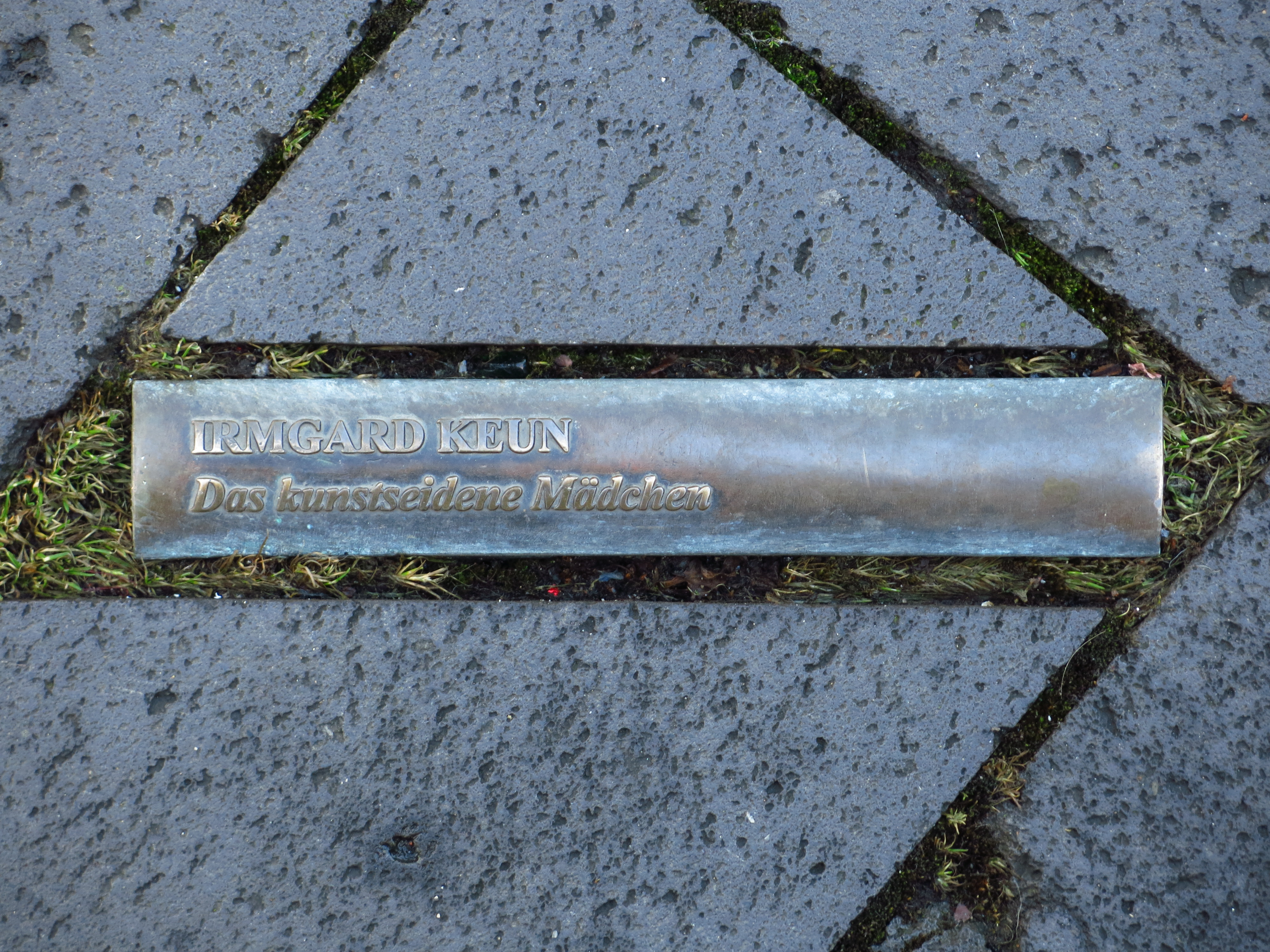
Mahnmal zur Bücherverbrennung auf dem Bonner Marktplatz

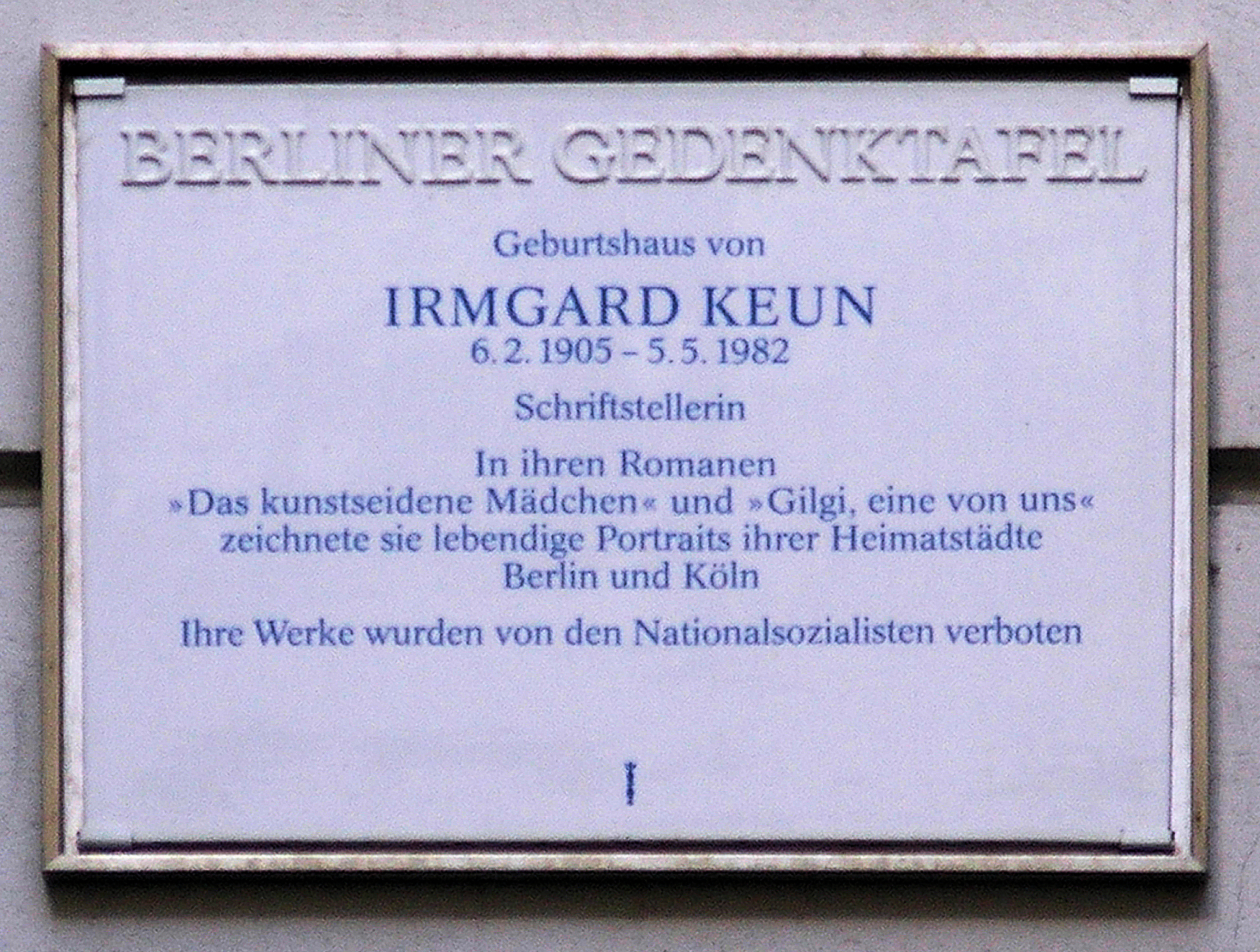
Gedenktafel für Irmgard Keun in Berlin

Das kunstseidene Mädchen ist ein Zeitroman von Irmgard Keun, erschienen 1932 in Berlin. Die Protagonistin Doris schreibt darüber, wie sie sich zuerst in ihrer Heimatstadt und dann in Berlin über Wasser hält.

## Handlung
Der Roman spielt gegen Ende der Weimarer Republik, zwischen Sommer 1931 und Frühjahr 1932. Die Handlung beginnt in einer mittelgroßen Stadt im Rheinland und verlagert sich später nach Berlin. Erzählt wird die Geschichte in Form eines undatierten, fortlaufenden Tagebuchs der 18-jährigen Ich-Erzählerin Doris. Sie orientiert ihren Stil an den Drehbüchern damaliger Stummfilme und schildert darin eine prägende Lebensphase.
Doris stammt aus einfachen Verhältnissen und träumt von einem Leben als gefeierte Persönlichkeit. Ihre Anstellung als Stenotypistin verliert sie, nachdem sie die sexuellen Annäherungsversuche ihres Vorgesetzten zurückweist. Durch die Vermittlung ihrer Mutter, die als Garderobiere am Theater arbeitet, erhält sie eine Statistenrolle. Um gesellschaftliche Anerkennung zu erlangen, erfindet sie eine Affäre mit dem Theaterdirektor, was jedoch bald aufzufliegen droht. In dieser Situation „leiht“ sie sich einen wertvollen Pelzmantel aus der Garderobe, bringt ihn jedoch nicht zurück. Aus Angst vor strafrechtlichen Konsequenzen flieht sie daraufhin nach Berlin.
In Berlin schlägt sich Doris mit wechselnden Männerbekanntschaften durch, die ihr vorübergehend ein luxuriöseres Leben ermöglichen. Doch sie verliert wiederholt Besitz und Unterkunft. Eine kurze freundschaftliche Verbindung zu einem blinden Nachbarn endet, als dieser von seiner Frau in ein Heim gebracht wird. Anschließend lebt sie für eine Weile mit dem Großindustriellen Alexander in großem Wohlstand, bis dieser verhaftet wird. In einer existenziellen Krise lernt sie den Angestellten Ernst kennen, der sie ohne Gegenleistung bei sich aufnimmt. Doris beginnt, den Haushalt zu führen, und zwischen den beiden entwickelt sich eine vorsichtige Beziehung. Als sie erkennt, dass Ernst noch an seiner Ex-Frau hängt, hilft sie ihm, diese wiederzufinden. Obwohl sie weiß, dass die Rückkehr der Frau vor allem materiell motiviert ist, glaubt Doris, dass Ernst so glücklicher sein wird als mit ihr.
Am Ende des Romans ist Doris erneut mittellos und obdachlos. Schließlich nimmt sie das frühere Angebot eines Hausierers namens Karl an, bei ihm in einer einfachen Gartenlaube zu wohnen – ein Leben in bescheidenen Verhältnissen, das sie zuvor abgelehnt hatte.

## Interpretation
Das kunstseidene Mädchen gilt als ein bedeutender Großstadtroman der Neuen Sachlichkeit. Er schildert aus weiblicher Perspektive den Wunsch nach sozialem Aufstieg und individueller Selbstverwirklichung in einer krisenhaften Zeit. Die Protagonistin Doris strebt nach Glanz und Anerkennung, scheitert jedoch wiederholt an sozialen, ökonomischen und patriarchalen Strukturen. Ihr tagebuchartiger, subjektiver Stil kontrastiert mit der nüchternen Realität ihrer Erfahrungen. Der Roman thematisiert zugleich die Rolle der Frau in der Weimarer Republik, die Illusionen der Konsum- und Mediengesellschaft sowie die Ambivalenz von Emanzipation und Abhängigkeit.

## Übersetzungen
Der Roman wurde 1933 in die dänische, englische, französische, russische, ungarische, 1934 in die polnische und 1965 in die spanische Sprache übersetzt. Außerdem liegen Übersetzungen in neun weiteren Sprachen vor. Im Oktober 2013 erschien die erste hebräische Übersetzung.

## Dramatisierungen

### Bühnenfassungen
- Das kunstseidene Mädchen. Regie: Kai Wessel, Darstellerin: Pheline Roggan, Hamburger Kammerspiele 2012.[3][4]
- Das kunstseidene Mädchen. Buch: Gottfried Greiffenhagen / Hardy Halama. Regie: Hardy Halama. Darstellerin: Birgit Pelz. Städtische Bühne Lahnstein,[5] 2012. (Rhein-Zeitung)[6]
- Das kunstseidene Mädchen. Buch: Gottfried Greiffenhagen Regie: Tobias Materna, Darstellerin: Birte Schrein, Theater Bonn 2002, Wiederaufnahme 2007.[7]
- Das kunstseidene Mädchen. Eine Revue von Charles Lang. Bremen, 1973.[8]
- Das kunstseidene Mädchen. Buch: Gottfried Greiffenhagen. Regie: Volker Kühn, Darstellerin: Katherina Lange. Renaissance-Theater Berlin, 2003.[9]
- Das kunstseidene Mädchen. Buch: Gottfried Greiffenhagen. Regie: Götz van Ooyen, Nele Ziebarth, Darstellerin: Nele Ziebarth. Staatstheater Braunschweig, 2005.
- Das kunstseidene Mädchen. Erste Bearbeitung als Solostück. Von Michaela Hanser und Peter Meinhardt. Berlin und Hannover, 1988.[8]
- Das kunstseidene Mädchen. Chanson-Musical mit Musik von Rainer Bielfeldt, Buch und Liedtexte von Carsten Golbeck. Uraufführung am 9. Dezember 2014 im Renaissance-Theater Berlin.[10]

### Verfilmung
- Das kunstseidene Mädchen. Regie: Julien Duvivier, Drehbuch: Robert Adolf Stemmle, René Barjavel, Julien Duvivier, Darsteller: Giulietta Masina, Gert Fröbe, Gustav Knuth, Rudolf Platte, Agnes Fink, Hannes Messemer, Ingrid van Bergen, Friedrich Schoenfelder, Ernst Schröder, Jan Hendriks, Joachim Hansen. Berlin, 1959.

### Vertonung
- Das kunstseidene Mädchen. Starke Stimmen. Brigitte Hörbuch-Edition, gelesen von Fritzi Haberlandt, 2007, ISBN 978-3-89830-968-4.
- Das kunstseidene Mädchen. Hörspiel von Regine Ahrem mit Jella Haase, rbb 2024.[11]